# Setophaga magnolia
Setophaga magnolia là một loài chim trong họ Parulidae.